# Antauro Humala Tasso
Antauro Igor Humala Tasso (Lima, 29 giugno 1963) è un politico, giornalista ed ex militare peruviano fondatore dell'Alleanza Nazionale.
È fratello dell'ex presidente Ollanta Humala e appartiene a una famiglia con un forte legame con la politica peruviana.
Antauro è figlio di Isaac Humala, un avvocato e politico comunista, ed Elena Tasso, avvocato e discendente di immigrati italiani. Ha studiato al Colegio Franco-Peruano e al Colegio Nacional de Ciencias y Artes del Cusco. Durante il suo tempo nell'esercito, si è formato come ufficiale alla Scuola Militare di Chorrillos, dove ha sviluppato una visione critica del sistema politico e sociale del Perù.

Bandiere: la wiphala (a destra) e la chakana usate nell'Andahuaylazo da Antauro Humala nel 2005

Nel 2005, Antauro Humala ha guadagnato notorietà nazionale e internazionale per aver guidato una rivolta nella città di Andahuaylas, nella regione di Apurímac in Perù, che è passata alla storia come la Presa di Andahuaylas o Andahualylazo. Il 1° gennaio di quell'anno, ha guidato un gruppo di 150 militari in pensione e alcuni civili in una ribellione contro il governo dell'allora presidente Alejandro Toledo. La rivolta era un tentativo di instaurare un governo "nazionalista", ma si è conclusa con l'arresto di Antauro e dei suoi seguaci.
Nel 2007, Antauro Humala è stato condannato a 19 anni di prigione per la morte di quattro poliziotti durante la presa di Andahuaylas, anche se lui ha sostenuto che la sua intenzione era quella di ripristinare l'ordine e non causare vittime umane. Durante il suo periodo di prigionia, ha mantenuto una posizione sfidante contro il sistema politico peruviano e ha continuato a essere una figura importante per i settori del nazionalismo radicale.
Antauro proviene da una famiglia con una forte influenza politica, poiché suo fratello Ollanta Humala è stato presidente del Perù dal 2011 al 2016. Nonostante la sua incarcerazione, la figura di Antauro Humala non ha smesso di suscitare controversie, e molti dei suoi seguaci lo hanno visto come un leader nella lotta contro il sistema politico consolidato.
Nel 2015, dopo aver trascorso dieci anni in prigione, Antauro Humala è stato liberato grazie a un decreto che gli ha permesso di beneficiare della commutazione della sua pena. Dopo la sua liberazione, è diventato un attore politico più attivo.
Antauro Humala ha anche manifestato il suo interesse a candidarsi alla presidenza del Perù. Nel 2022 ha fondato il partito politico nazionalista Alianza Nacional, nel quale si è iscritto per candidarsi alla presidenza del Perù.

Logo del partito politico dell'Alleanza Nacionale del Perù

## Ideologia etnocacerista
L'ideologia etnocacerista di Antauro Humala Tasso si basa su un nazionalismo radicale che promuove la rivendicazione delle identità indigene e meticce del Perù. Si definisce per la sua forte opposizione al modello neoliberale imposto nel paese, che lui percepisce come una forma di colonialismo moderno. L'ideologia etnocacerista propone una critica diretta allo Stato peruviano e al sistema politico tradizionale, considerandoli estranei alle vere necessità del popolo indigeno e meticcio.
Uno dei pilastri fondamentali dell'eticacerismo è la rivendicazione di un Perù "indigeno" nel suo senso più ampio, che include sia le popolazioni indigene che quelle meticce. Antauro sostiene che la classe dominante peruviana è composta da un'élite oligarchica, associata all'imperialismo straniero e al sistema capitalista, che sfrutta i settori più umili del paese. Nella sua visione, la soluzione ai problemi strutturali del Perù risiede in un cambiamento radicale, basato sul nazionalismo e sul socialismo, con la creazione di un nuovo ordine sociale che recuperi la sovranità del paese e valorizzi le tradizioni ancestrali.
L'eticacerismo rifiuta anche sia l'imperialismo statunitense che il comunismo sovietico e promuove un'ideologia di "sovranità nazionale" con un forte accento sull'identità e la cultura precolombiana. Per Antauro Humala, i popoli indigeni non sono solo la base dell'identità peruviana, ma devono occupare un posto centrale nel progetto politico del paese. L'eticacerismo, quindi, è sia un'ideologia politica che una rivendicazione culturale e sociale, che cerca di rafforzare le classi popolari e le comunità indigene come attori chiave nella costruzione di un nuovo Perù.

## Opere
- Ejército peruano: milenarismo, nacionalismo y etnocacerismo (Esercito peruviano: millenarismo, nazionalismo ed etnocacerismo, 2001).
- Conversaciones con Antauro Humala (Conversazioni con Antauro Humala, 2007).
- Etnonacionalismo. Izquierda y globalidad, visione Etnocacerista (Etnonazionalismo. Sinistra e globalità, visione Etnocacerista, 2011).
- De la guerra etnosanta a la iglesia Tawantinsuyana (Dalla guerra etnosanta alla chiesa Tawantinsuyana, 2013).